# فرودگاه موزیز پوینت
فرودگاه موزیز پوینت  (به انگلیسی: Moses Point Airport) یک فرودگاه خصوصی بهره‌برداری هوایی است که یک باند فرود شن دارد و طول باند آن ۹۱۴ متر است. این فرودگاه در شهر الیم، آلاسکا کشور ایالات متحده آمریکا قرار دارد و در ارتفاع ۴ متری از سطح دریا واقع شده‌است.